# Nelo cydrara
Nelo cydrara là một loài bướm đêm trong họ Geometridae.